# جوني سيمونز
جوني سيمونز (بالإنجليزية: Johnny Simmons)‏ هو ممثل أمريكي، ولد في 28 نوفمبر 1986 بمونتغومري في الولايات المتحدة.

## أعمال

### أفلام
- (2007) إيفان الكبير[4]
- (2008) بوغي مان 2
- (2009) جسم جينيفر[5]
- (2009) فندق للكلاب[6][7]
- (2010) سكوت بيلجرام يواجه العالم[8]
- (2012) 21 شارع جامب
- (2012) مزايا أن تكون خجولا[9]
- (2015) تجربة سجن ستانفورد

### مسلسلات
- المديرة
- ذا غود وايف

## وصلات خارجية
- جوني سيمونز على موقع IMDb (الإنجليزية)
- جوني سيمونز على موقع ألو سيني (الفرنسية)
- جوني سيمونز على موقع قاعدة بيانات الأفلام السويدية (السويدية)
- جوني سيمونز على موقع قاعدة بيانات الفيلم (الإنجليزية)
- جوني سيمونز على موقع كينوبويسك (الروسية)